# الكسندر ويليام تشيشولم
الكسندر ويليام تشيشولم هو سياسي كندي، ولد في 24 يناير 1869، وتوفي في 4 مايو 1939. نشط حزبياً في الحزب الليبرالي الكندي. وقد انتخب عضو مجلس العموم الكندي.